# Maladé
Maladé (románul Mălădia) falu Romániában, Szilágy megyében.

## Fekvése
Szilágysomlyótól északkeletre, Krasznahídvég és Kárásztelek közt fekvő település.

## Története
Maladé nevét 1448-ban említették először az oklevelek Malade néven. Ekkor Báthory Lászlót iktatták be az itteni birtokba.
1473-ban Pwzthamalade, 1553-ban Puszta-Malad, 1795-ben Maladéj néven írták.
A Kraszna vármegyéhez tartozó Maladé 1553-ban Somlyóhoz, 1795-ben a tasnádi uradalomhoz tartozott.
1473-ban özvegy Zsombori Tamásné Báthory Hedvig Pusztamalade birtokrészt rokonainak, illetve unokáinak adta át.
1476-ban Mátyás király Bélteki Drágffy Bertalannak adományozta.
1493-ban meghagyták, hogy helyezzék vissza Malade praediumba Báthori Miklóst, Domokost, Jánost és Zsigmondot.
1549-ben ecsedi Báthori András, somlyói Báthory Kristóf és fivére, István, valamint Valkai Miklósné, Kisvárdai Mihályné és Sarmasági András osztoztak meg a birtokon.
1681-ben Báthory Zsófia fejedelemasszony maladéi részbirtokát lefoglalták az itt levő ingatlanokkal együtt – bizonyos tartozás fejben – Magyar-Véggyantai Boros László számára, később a Rákóczi-család birtoka lett.
A 18. század elejéről fennmarad összeírásban neve nem szerepelt, tehát ekkor már lakatlanul állhatott.
1806-ban báró Bánffy, gróf Toldalagi és báró Huszár családok voltak Maladé birtokosai.
1847-ben 407 lakost számoltak össze Maladén, ebből 396 görögkatolikus, 5 izraelita volt.
1890-ben 449 lakosából 26 magyar, 1 német, 391 román, 24 horvát és 7 egyéb nyelvű volt, melyből 33 görögkatolikus, 391 református, 18 izraelita volt. A házak száma ekkor 95 volt a településen.
1910-es összeíráskor 577 lakosa volt, ebből 36 magyar, 523 román, melyből 540 görögkatolikus, 23 izraelita volt.
A 20. század elején Maladé Szilágy vármegye Szilágysomlyói járásához tartozott.

## Nevezetességek
- Görögkatolikus templom. Anyakönyvet 1823-tól vezetnek.